# Receptor slobodnih masnih kiselina 2
Receptor slobodnih masnih kiselina 2 (FFA2) je G protein spregnuti receptor kodiran FFAR2 genom.

## Literatura
- Brown AJ, Jupe S, Briscoe CP (2005). „A family of fatty acid binding receptors.”. DNA Cell Biol. 24 (1): 54—61. PMID 15684720. doi:10.1089/dna.2005.24.54.
- Sawzdargo M; George SR; Nguyen T;  . (1997). „A cluster of four novel human G protein-coupled receptor genes occurring in close proximity to CD22 gene on chromosome 19q13.1.”. Biochem. Biophys. Res. Commun. 239 (2): 543—7. PMID 9344866. doi:10.1006/bbrc.1997.7513.
- Senga T; Iwamoto S; Yoshida T;  . (2003). „LSSIG is a novel murine leukocyte-specific GPCR that is induced by the activation of STAT3.”. Blood. 101 (3): 1185—7. PMID 12393494. doi:10.1182/blood-2002-06-1881.
- Strausberg RL; Feingold EA; Grouse LH;  . (2003). „Generation and initial analysis of more than 15,000 full-length human and mouse cDNA sequences.”. Proc. Natl. Acad. Sci. U.S.A. 99 (26): 16899—903. PMC 139241 . PMID 12477932. doi:10.1073/pnas.242603899.
- Brown AJ; Goldsworthy SM; Barnes AA;  . (2003). „The Orphan G protein-coupled receptors GPR41 and GPR43 are activated by propionate and other short chain carboxylic acids.”. J. Biol. Chem. 278 (13): 11312—9. PMID 12496283. doi:10.1074/jbc.M211609200.
- Nilsson NE, Kotarsky K, Owman C, Olde B (2003). „Identification of a free fatty acid receptor, FFA2R, expressed on leukocytes and activated by short-chain fatty acids.”. Biochem. Biophys. Res. Commun. 303 (4): 1047—52. PMID 12684041. doi:10.1016/S0006-291X(03)00488-1.
- Le Poul E; Loison C; Struyf S;  . (2003). „Functional characterization of human receptors for short chain fatty acids and their role in polymorphonuclear cell activation.”. J. Biol. Chem. 278 (28): 25481—9. PMID 12711604. doi:10.1074/jbc.M301403200.
- Grimwood J; Gordon LA; Olsen A;  . (2004). „The DNA sequence and biology of human chromosome 19.”. Nature. 428 (6982): 529—35. PMID 15057824. doi:10.1038/nature02399.
- Gerhard DS; Wagner L; Feingold EA;  . (2004). „The status, quality, and expansion of the NIH full-length cDNA project: the Mammalian Gene Collection (MGC).”. Genome Res. 14 (10B): 2121—7. PMC 528928 . PMID 15489334. doi:10.1101/gr.2596504.
- Yonezawa T, Kobayashi Y, Obara Y (2007). „Short-chain fatty acids induce acute phosphorylation of the p38 mitogen-activated protein kinase/heat shock protein 27 pathway via GPR43 in the MCF-7 human breast cancer cell line.”. Cell. Signal. 19 (1): 185—93. PMID 16887331. doi:10.1016/j.cellsig.2006.06.004.

## Spoljašnje veze
- „Free Fatty Acid Receptors: FFA2”. IUPHAR Database of Receptors and Ion Channels. International Union of Basic and Clinical Pharmacology. Архивирано из оригинала 03. 03. 2016. г.